# 白腹鯖

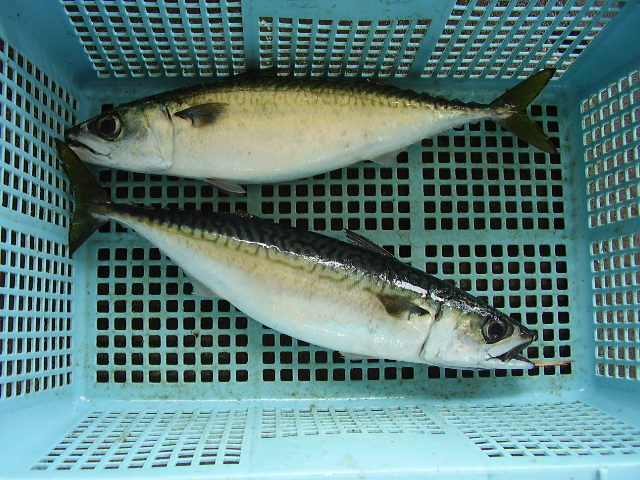
白腹鯖

白腹鯖，又稱日本鯖、鲐，俗名花鮫、青花鱼、油胴鱼、鲭鱼、花池鱼、花輝、青輝、花巴、花鳀、青占、花鲱、巴浪、鲐鲅鱼等，是輻鰭魚綱鱸形目鯖亞目鯖科的其中一種。

## 分布
本魚分布於印度太平洋區，包括南非、俄羅斯遠東地區、中国大陆、朝鮮半島、台灣、日本神奈川縣與大分縣、香港、菲律賓、帛琉、阿拉斯加、加拿大、美國、墨西哥、尼加拉瓜、加拉巴哥群島、宏都拉斯、薩爾瓦多、厄瓜多、哥倫比亞、哥斯大黎加、秘魯、巴拿馬、智利、阿根廷海域。

## 棲息深度
水深0至300公尺，一般在50-200公尺。

## 特徵
本魚體呈紡錘型，體較為側扁，橫切面呈扁橢圓形，腹部普通為銀白色，體側正中側無明顯斑點，體青綠色，具有細密而明顯的波狀紋，背鰭硬棘9至13枚；背鰭軟條11至12枚；臀鰭硬棘1枚；臀鰭軟條12至14枚，脊椎骨31個，體長可達64公分。

## 生態
本魚生活水溫為14至16℃，耐低溫，喜棲息於矽藻豐富之中上層水域，具季節性、趨光性移動的現象。掠食動作粗暴，以小魚及浮游動物為食。

## 經濟利用
為經濟魚類，在日本已有人工養殖，可製成罐頭、鹽燒、煙燻等方式食用。